# Masaki Yamamoto
Masaki Yamamoto (山本 真希 Yamamoto Masaki?), född 24 augusti 1987 i Shizuoka prefektur, är en japansk fotbollsspelare.
Yamamoto började sin karriär 2005 i Shimizu S-Pulse. Han spelade 74 ligamatcher för klubben. 2012 flyttade han till Consadole Sapporo. Efter Consadole Sapporo spelade han för Kawasaki Frontale, JEF United Chiba och Matsumoto Yamaga FC.